# Saison 5 de Doctor Who, première série
Chronologie
Saison 4 Saison 6
Cet article présente les épisodes de la cinquième saison de la première série de la série télévisée Doctor Who.

## Distribution
- Patrick Troughton : Deuxième Docteur
- Frazer Hines : Jamie McCrimmon
- Deborah Watling : Victoria Waterfield (jusqu’à Fury from the Deep)
- Wendy Padbury : Zoe Heriot (à partir de The Wheel in Space)
- Nicholas Courtney : Brigadier Lethbridge-Stewart (dans The Web of Fear)

## Liste des épisodes
| N°  | Part. | Titre original                        | Scénario                     | Réalisation          | Première diffusion au Royaume-Uni                                                                   | Code | Audience (en millions)  |
| --- | ----- | ------------------------------------- | ---------------------------- | -------------------- | --------------------------------------------------------------------------------------------------- | ---- | ----------------------- |
| 037 | 1     | The Tomb of the Cybermen (4 épisodes) | Kit Pedler Gerry Davis       | Morris Barry         | 2 septembre 1967 9 septembre 1967 16 septembre 1967 23 septembre 1967                               | MM   | 6 6,4 7,2 7,4           |
| 038 | 2     | The Abominable Snowmen (6 épisodes)   | Mervyn Haisman Henry Lincoln | Gerald Blake         | 30 septembre 1967 7 octobre 1967 14 octobre 1967 24 octobre 1967 28 octobre 1967 4 novembre 1967    | NN   | 6,3 6 7,1 7,2 7,4       |
| 039 | 3     | The Ice Warriors (6 épisodes)         | Brian Hayles                 | Derek Martinus       | 11 novembre 1967 18 novembre 1967 25 novembre 1967 2 décembre 1967 9 décembre 1967 16 décembre 1967 | OO   | 6,7 7,1 7,4 7,3 8 7,5   |
| 040 | 4     | The Enemy of the World (6 épisodes)   | David Whitaker               | Barry Letts          | 23 décembre 1967 30 décembre 1967 6 janvier 1968 13 janvier 1968 20 janvier 1968 27 janvier 1968    | PP   | 6,8 7,6 7,1 7,8 6,9 8,3 |
| 041 | 5     | The Web of Fear (6 épisodes)          | Mervyn Haisman Henry Lincoln | Douglas Camfield     | 3 février 1968 10 février 1968 17 février 1968 24 février 1968 2 mars 1968 9 mars 1968              | QQ   | 7,2 6,8 7 8,4 8 8,3     |
| 042 | 6     | Fury from the Deep (6 épisodes)       | Victor Pemberton             | Hugh David           | 16 mars 1968 23 mars 1968 30 mars 1968 6 avril 1968 13 avril 1968 20 avril 1968                     | RR   | 8,2 7,9 7,7 6,6 5,9 6,9 |
| 043 | 7     | The Wheel in Space (6 épisodes)       | David Whitaker Kit Pedler    | Tristan de Vere Cole | 27 avril 1968 4 mai 1968 11 mai 1968 18 mai 1968 25 mai 1968 1er juin 1968                          | SS   | 7,2 6,9 7,5 8,6 6,8 6,5 |